# Yury Shopin
Yuri Shopin, né le 19 février 1993 à Oulianovsk, est un biathlète russe. 

## Biographie
Yuri Shopin est intégré à l'équipe nationale en 2014 pour les Championnats d'Europe.
En 2015, il remporte cinq médailles à l'Universiade d'Osrblie, dont deux en or à la poursuite et le relais mixte. Lors de la saison 2015-2016, il obtient des résultats dans l'IBU Cup, gagnant notamment la poursuite d'Arber.
Il fait ses débuts dans la Coupe du monde en décembre 2016 à Östersund. Un mois plus tard, il marque ses premiers points à ce niveau avec une 33e place au sprint d'Oberhof.

## Palmarès

### Coupe du monde
Son meilleur classement général est une 79e place obtenue en 2017. 
- Meilleur résultat individuel : 31e.

#### Différents classements en Coupe du monde
| Année     | Classement général final |
| 2016-2017 | 79e                      |

### Universiades
- Osrblie 2015 :
  -  Médaille d'or de la poursuite.
  -  Médaille d'or du relais mixte.
  -  Médaille de bronze du sprint.
  -  Médaille de bronze de l'individuel.
  -  Médaille de bronze de la mass start.

### Championnats du monde de biathlon d'été
- Médaille d'or du relais mixte en 2018.

### IBU Cup
- 4 podiums, dont 1 victoire.